# Marcin
Marcin ist eine polnische Form des männlichen Vornamens Martin.

## Namensträger
- Marcin Adamski (* 1975), polnischer Fußballspieler
- Marcin Awiżeń (* 1985), polnischer Leichtathlet
- Marcin Bachleda (* 1982), polnischer Skispringer
- Marcin Baran (* 1963), polnischer Dichter und Redakteur
- Marcin Baszczyński (* 1977), polnischer Fußballspieler
- Marcin Białobłocki (* 1983), polnischer Straßenradrennfahrer
- Marcin Bielski (1495–1575), polnischer Adliger, Soldat und Chronist
- Marcin Borski (* 1973), polnischer Fußballschiedsrichter
- Marcin Burkhardt (* 1983), polnischer Fußballspieler
- Marcin Bylica (1433–1493), polnischer Astronom und Astrologe
- Marcin Cieński (* 1976), polnischer Maler
- Marcin Dołęga (* 1982), polnischer Gewichtheber
- Marcin Dylla (* 1976), polnischer Gitarrist
- Marcin Gębka (* 1974), polnischer Radrennfahrer
- Marcin Gortat (* 1984), polnischer Basketballspieler
- Marcin Grochowina (* 1970), polnischer Musiker, Pianist, Komponist
- Marcin Hintz (* 1968), lutherischer Theologe und Bischof der Diözese Pommern-Großpolen
- Marcin Horecki (* 1977), polnischer Pokerspieler
- Marcin Jahr (* 1969), polnischer Jazz-Schlagzeuger
- Marcin Jędrusiński (* 1981), polnischer Sprinter
- Marcin Kamiński (Fußballspieler) (* 1992), polnischer Fußballspieler
- Marcin Kikut (* 1983), polnischer Fußballspieler
- Marcin Kolusz (* 1985), polnischer Eishockeyspieler
- Marcin Komorowski (* 1984), polnischer Fußballspieler
- Marcin Korolec (* 1968), polnischer Politiker; Umweltminister
- Marcin Kowalczyk (* 1985), polnischer Fußballspieler
- Marcin Krukowski (* 1992), polnischer Leichtathlet
- Marcin Krzywański (* 1975), polnischer Sprinter
- Marcin Kuś (* 1981), polnischer Fußballspieler
- Marcin Kuźba (* 1977), polnischer Fußballspieler
- Marcin Leopolita (um 1540–1589), polnischer Komponist
- Marcin Lewandowski (* 1987), polnischer Leichtathlet
- Marcin Libicki (* 1939), polnischer Kunsthistoriker und Politiker (PiS), Mitglied des Sejm, MdEP
- Marcin Lijewski (* 1977), polnischer Handballspieler
- Marcin Maciejowski (* 1974), polnischer Maler
- Marcin Marciniszyn (* 1982), polnischer Leichtathlet
- Marcin Masecki (* 1982), polnischer Pianist und Komponist
- Marcin Matkowski (* 1981), polnischer Tennisspieler
- Marcin Mazurek (* 1998), polnischer Filmkomponist
- Marcin Mięciel (* 1975), polnischer Fußballspieler
- Marcin Mielczewski (um 1600–1651), polnischer Komponist
- Marcin Możdżonek (* 1985), polnischer Volleyballspieler
- Marcin Mroziński (* 1985), polnischer Sänger, Schauspieler und TV-Moderator
- Otton Marcin Nikodým (1887–1974), polnischer Mathematiker
- Marcin Nitschke (* 1983), polnischer Snookerspieler
- Marcin Nowak (Leichtathlet) (* 1977), polnischer Sprinter
- Marcin Oleś (* 1973), polnischer Bassist und Komponist
- Marcin Osiński (* 1983), polnischer Radrennfahrer
- Marcin Patrzałek (* 2000), polnischer Gitarrist
- Marcin Piekarski (* 1983), polnischer Rennrodler
- Marcin Plichta (* 1984), polnischer Unternehmer
- Marcin Pochwała (* 1984), polnischer Kanute
- Marcin Odlanicki Poczobutt (1728–1810), polnisch-litauischer Astronom, Jesuit und Mathematiker
- Marcin Robak (* 1982), polnischer Fußballspieler
- Marcin Rozynek (* 1971), polnischer Rocksänger und Songwriter
- Marcin Rygiel (* 1983), polnischer Musiker
- Marcin Sapa (* 1976), polnischer Radrennfahrer
- Marcin Sieber (* 1996), deutscher Fußballspieler
- Marcin Świetlicki (* 1961), polnischer Schriftsteller und Musiker
- Marcin Szczygielski (* 1972), polnischer Schriftsteller, Journalist und Grafiker
- Marcin Urbaś (* 1976), polnischer Sprinter
- Marcin Wasilewski (Musiker) (* 1975), polnischer Jazzmusiker
- Marcin Wasilewski (Fußballspieler) (* 1980), polnischer Fußballspieler
- Marcin Wichary (* 1980), polnischer Handballtorwart
- Marcin Zając (* 1975), polnischer Fußballspieler
- Marcin Zaleski (1796–1877), polnischer Maler
- Marcin Zawiła (* 1958), polnischer Politiker (Platforma Obywatelska), Mitglied des Sejm
- Marcin Zdunik (* 1987), polnischer Cellist
- Marcin Żewłakow (* 1976), polnischer Fußballspieler